# Хялеруп
Хялеруп (на датски Hjallerup) е малък град в Северна Дания, на полуостров Ютландия в регион Северна Ютландия. Най-близкият до него голям град е Олбор, който се намира на около 15 km южно от Хялеруп. Има население от 3765 жители по данни от преброяването през 2014 г.